# Sokolov (nádraží)
Sokolov (v němčině Falkenau, před rokem 1948 též Falknov) je železniční stanice v severní části města Sokolov v okrese Sokolov ve Karlovarském kraji ležící nedaleko soutoku řek Svatavy a Ohře. Západně od budovy je umístěno též městské autobusové nádraží. Leží na elektrizované dvoukolejné trati 140 (25 kV, 50 Hz AC) a jednokolejné neelektrizované 145. Nachází se na adrese Nádražní 19, 356 01 Sokolov.

## Historie
Staniční budova zde byla zbudována v rámci budování trati z Chomutova do Chebu, čímž došlo k napojení dalších hnědouhelných důlních oblastí, včetně tech v sokolovské pánvi. Výstavbu a provoz trati financovala a provozovala soukromá společnost Buštěhradská dráha. První vlak projel nádražím tehdy nesoucím název Falkenau 25. června 1870, pravidelný provoz byl zahájen 19. září téhož roku. Spolu s nádražím zde vyrostly též budovy k provozu strojů, včetně lokomotivní točny. Autorem univerzalizované podoby stanic byl vrchní projektant BEB Ing. arch. Josef Chvála. Buštěhradská dráha dále budovala železnici proti proudu Svatavy do Kraslic, kde po obtížných stavebních jednáních nakonec došlo k připojení trati na přeshraniční síť do Saska. V této části stanice se nachází též seřazovací nádraží.
Po zestátnění Buštěhradské dráhy v roce 1923 správu přebraly Československé státní dráhy. Elelektrický provoz byl ve stanici zahájen 1. srpna 1968.

## Modernizace
V roce 2018 byla dokončena rekonstrukce staniční budovy, opravě fasády a úpravě interiéru odbavovací haly. V kolejišti je umístěno ostrovní zastřešené nástupiště s podchodem a výtahem.